# أوريليو أرتيتا
أوريليو أرتيتا (بالإسبانية: Aurelio Arteta Errasti) هو رسام إسباني، ولد في 2 ديسمبر 1879 في بلباو في إسبانيا، وتوفي في 10 نوفمبر 1940 في مدينة مكسيكو في المكسيك بسبب حادث مرور.